# Cooptazione
La cooptazione è un sistema di nomina dei membri di un organo collegiale, in cui i preponenti sono i membri dell'organo stesso.

## Descrizione
La cooptazione rientra tra i metodi non democratici, in quanto i cooptati non sono espressione di un gruppo sociale esterno al collegio e quindi rappresentativi dello stesso. Per questo motivo la cooptazione si ritrova spesso in regimi aristocratici o oligarchici, dove rappresenta uno strumento di perpetuazione del ristretto gruppo dominante.
Nei moderni sistemi democratici la cooptazione è stata generalmente abbandonata. Tuttavia trova ancora qualche applicazione in due casi:
- quando si vuole garantire una particolare indipendenza all'organo, che potrebbe essere menomata dalla nomina dei membri da parte di un soggetto esterno; per questo motivo qualche ordinamento prevede forme di cooptazione dei giudici della corte suprema;
- quando si rende necessario ristabilire la pienezza della composizione di un collegio, dopo che alcuni membri sono cessati, se non è possibile o troppo onerosa l'elezione dei sostituti con le modalità ordinarie. In questi casi, di solito, i membri cooptati rimangono in carica solo fino alla scadenza del mandato di coloro che hanno sostituito; inoltre è talvolta prevista la successiva ratifica della loro elezione da parte dell'organo ordinariamente competente. Un esempio di cooptazione di questo tipo è quella prevista dal diritto commerciale italiano per la sostituzione temporanea dei membri del consiglio di amministrazione; non opera invece nei sistemi dualistici, del consiglio di sorveglianza di una società per azioni che per vari motivi (revoca, morte, ecc.) hanno cessato di farne parte. In questo sistema infatti è previsto che l'assemblea sostituisca senza indugio i membri cessati; in tal caso, i nuovi consiglieri dovranno essere confermati dall'assemblea ordinaria dei soci.

La cooptazione è invece ancor oggi utilizzata con una certa frequenza in istituzioni religiose o accademiche e in alcune organizzazioni internazionali, quali il Comitato Internazionale della Croce Rossa e il Comitato Olimpico Internazionale.
Va infine rilevato che in certi casi, pur non essendo prevista dalle norme che disciplinano il collegio, la cooptazione avviene di fatto, grazie al controllo che l'organo ha sul gruppo sociale che lo dovrebbe eleggere. Questo è ciò che avviene talvolta nei partiti e altre associazioni, che, pur apparentemente ordinate secondo il metodo democratico, finiscono per assumere connotati oligarchici. Una cooptazione di fatto si riscontra spesso anche nei consigli di amministrazione delle società per azioni, quando la proprietà delle azioni è così dispersa che nessun azionista o gruppo di azionisti è in grado di condizionare l'elezione degli amministratori.